# L’œil du loup
L'œil du loup (zu deutsch: Das Auge des Wolfes) ist ein Roman von Daniel Pennac, der 1984 erschienen ist. Die deutsche Ausgabe heißt Afrika und Blauer Wolf.

## Klappentext
Übersetzt: In einem Zoo gucken sich ein Junge und ein alter, einäugiger Wolf tief in die Augen. Das ganze Leben des Wolfes spielt sich als Film tief in seinem Auge ab; ein Leben, das von den Menschen bedroht wird. Das Auge des Kindes erzählt das Leben eines kleinen Afrikaners, der ganz Afrika durchquert hat, um zu überleben; und der eine wertvolle Gabe besitzt: Geschichten erzählen zum Lachen und zum Träumen.
Original:

„Dans un zoo, un enfant et un vieux loup borgne se fixent, œil dans l'œil. Toute la vie du loup défile au fond de son œil, une vie menacée par les Hommes. L'œil de l'enfant raconte la vie d'un petit Africain qui a parcouru toute l'Afrique pour survivre, et qui possède un don précieux  celui de conter des histoires qui font rire et rêver.“

## Ausgaben
- Daniel Pennac: L'oeil de loup. Nathan, Paris 1994, ISBN 2-266-12630-X.
- Daniel Pennac: L'oeil de loup. Musik Karol Beffa, livre-disque Gallimard, Paris 2013, ISBN 978-2-07-064545-9